# Lago Santo (Santa Cristina Valgardena)
Il lago Santo (Lech Sant in ladino) è un lago, Monumento naturale protetto della provincia autonoma di Bolzano, situato nel comune di Santa Cristina Valgardena.

## Origine del nome
Lech Sant tradotto in italiano diventa lago Santo e l'origine di questo nome è legata ad una leggenda popolare.

## Storia
Ricerche geologiche ed archeologiche realizzate nel 1984 hanno permesso di ritrovare sul sito due diverse stratificazioni preistoriche, databili rispettivamente all'età del bronzo e all'età del ferro. Sembra possibile supporre che il luogo in tali periodi venisse utilizzato dalle prime popolazioni del territorio come antico luogo di culto.

## Descrizione

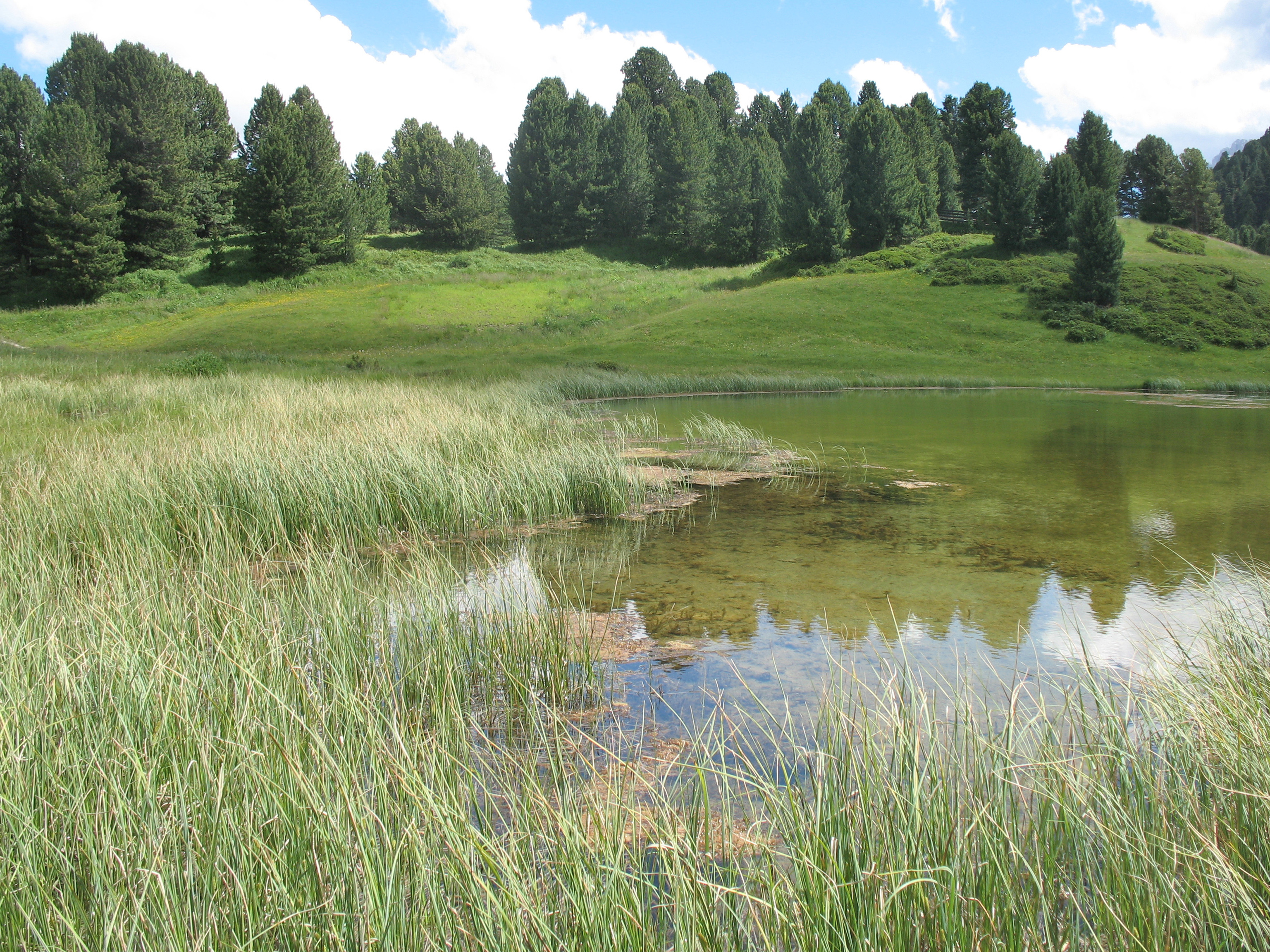
Zona del biotopo di lago santo.

Il piccolo lago montano si trova sull'Alpe di Mastlè, sopra l'abitato di Santa Cristina.

## Biotopo di lago Santo
Il biotopo è particolare per la posizione nella quale è situato e per la sua biodiversità. Le sue origini sono posteriori alla glaciazione Würm e nelle sue acque vive la Sanguinerola, un piccolo pesce di acqua dolce adattato alle acque fredde ed ossigenate.

## Leggenda della nascita del lago Santo
Secondo quanto tramanda la tradizione popolare anticamente dove si trova il lago esisteva una piccola chiesa. Alcuni pastori del posto avrebbero profanato il luogo sacro con loro feste notturne e, per castigo, sarebbero stati fatti sprofondare con l'intera chiesetta dando origine alla depressione che poi divenne il lago.